# Алаа Аббас
Алаа Аббас (араб. علاء عباس, нар. 27 липня 1997) — іракський футболіст, нападник клубу «Аль-Завраа» та національної збірної Іраку.

## Клубна кар'єра
Народився 27 липня 1997 року. Вихованець футбольної школи Аммо Баба, після чого грав за кілька нижчолігових місцевих клубів. У сезоні 2017/18, виступаючи за «Нафт Аль-Васат», забив 21 гол у іракській Прем'єр-лізі.
Влітку 2018 року перейшов в один з найкращих клубів країни «Аль-Завраа». Станом на 31 грудня 2018 року відіграв за багдадську команду 13 матчів в національному чемпіонаті.

## Виступи за збірні
2015 року дебютував у складі юнацької збірної Іраку, взяв участь у 7 іграх на юнацькому рівні, відзначившись 5 забитими голами.
2018 року залучався до складу молодіжної збірної Іраку, зігравши на молодіжному чемпіонаті Азії у 2018 році, де дійшов з командою до чвертьфіналу.
24 грудня 2018 року дебютував в офіційних іграх у складі національної збірної Іраку в товариському матчі проти Китаю (2:1).
У складі збірної був учасником Кубка Азії 2019 року в ОАЕ, де 12 січня в матчі групового етапу проти Ємену (3:0) забив свій перший гол за збірну.
| Дата       | Місто          | Господарі | Результат | Гості | Турнір                     | Голи | Примітки |
| ---------- | -------------- | --------- | --------- | ----- | -------------------------- | ---- | -------- |
| 12-01-2019 | Шарджа (місто) | Ємен      | 0 – 3     | Ірак  | Кубок Азії 2019 - 1-й етап | 1    | 71'      |
| Усього     |                | Матчів    | 1         |       | Голів                      | 1    |          |

## Титули і досягнення
- Володар Кубка Іраку (1):

«Аль-Завраа»: 2018-19
- Чемпіон Кувейту (1):

«Аль-Кувейт»: 2019-20
- Володар Кубка наслідного принца Кувейту (1):

«Аль-Кувейт»: 2019-20